# Anabarilius alburnops
Anabarilius alburnops е вид лъчеперка от семейство Шаранови (Cyprinidae). Видът е застрашен от изчезване.

## Разпространение
Разпространен е в Китай (Юннан).